# Дарьино (Мелеузовский район)
Да́рьино (баш. Дарьино) — село в Мелеузовском районе Республики Башкортостан Российской Федерации. Административный центр Партизанского сельсовета.

## География
Село находится на берегу реки Мекатевли, на расстоянии 12 км к северо-западу от города Мелеуз, административного центра района.

## История
Основан в конце XVIII в. как поселение при Воскресенском заводе. В 1798 в село были переселены 473 души мужского пола из д. Дарьино (владелица Д.И. Пашкова) Верхнеуральского уезда, позднее — крепостные крестьяне из Рязанской, Нижегородской, Пензенской, Симбирской губерний. В 1865 в 205 дворах проживало 1324 человека. Были церковь,5 мельниц. В 1906 зафиксированы церковь, церковно-приходская школа, мельница, 2 бакалейные лавки, хлебозапасный магазин.

## Население
| 2002 | 2009  | 2010 |
| ---- | ----- | ---- |
| 925  | ↗1207 | ↘801 |

### Национальный состав
Согласно переписи 2002 года, преобладающая национальность — русские (91 %).

## Улицы
| - ул. Заречная, - ул. Молодёжная, - ул. Северная, | - ул. Советская, - ул. Строительная, - ул. Центральная. |

## Транспорт
Расстояние до ближайшей ж/д станции (Мелеуз): 12 км. У восточной окраины села проходит автодорога Р240 Уфа — Оренбург.

## Религия
В селе находится православная церковь Николая Чудотворца.